# Giovanni Battista Camessina
Giovanni Battista Camessina eingedeutscht meist als Johann Baptist Camesino (* 1642 in Monticello bei San Vittore; † 9. Oktober oder 17. Oktober 1724 in Obermässing) war ein Graubündner Baumeister und Architekt im Hochstift Eichstätt.

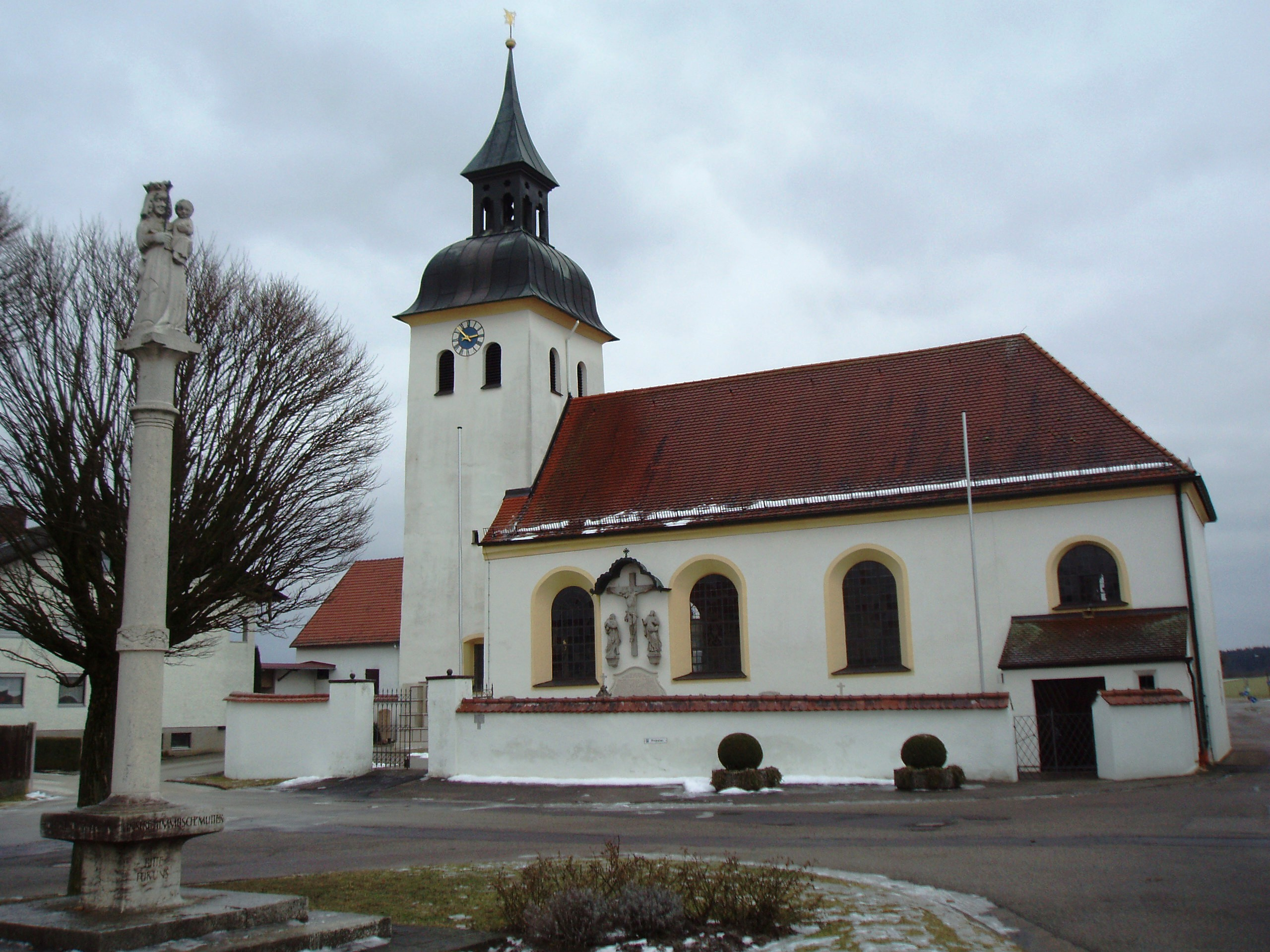
Die Kirche von Pietenfeld

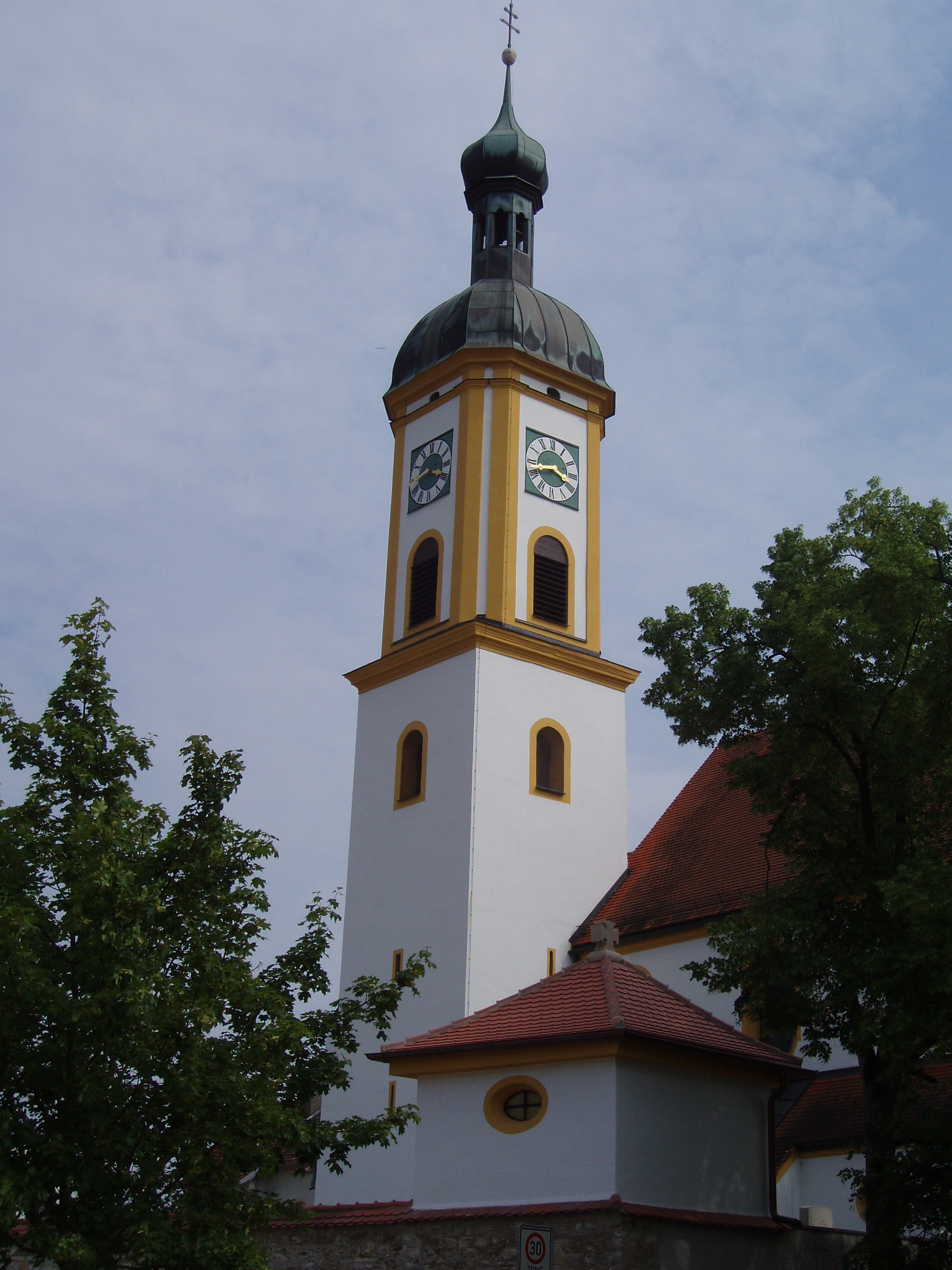
Der Buxheimer Kirchturm, 1685 von Camesino in der heutigen Form errichtet

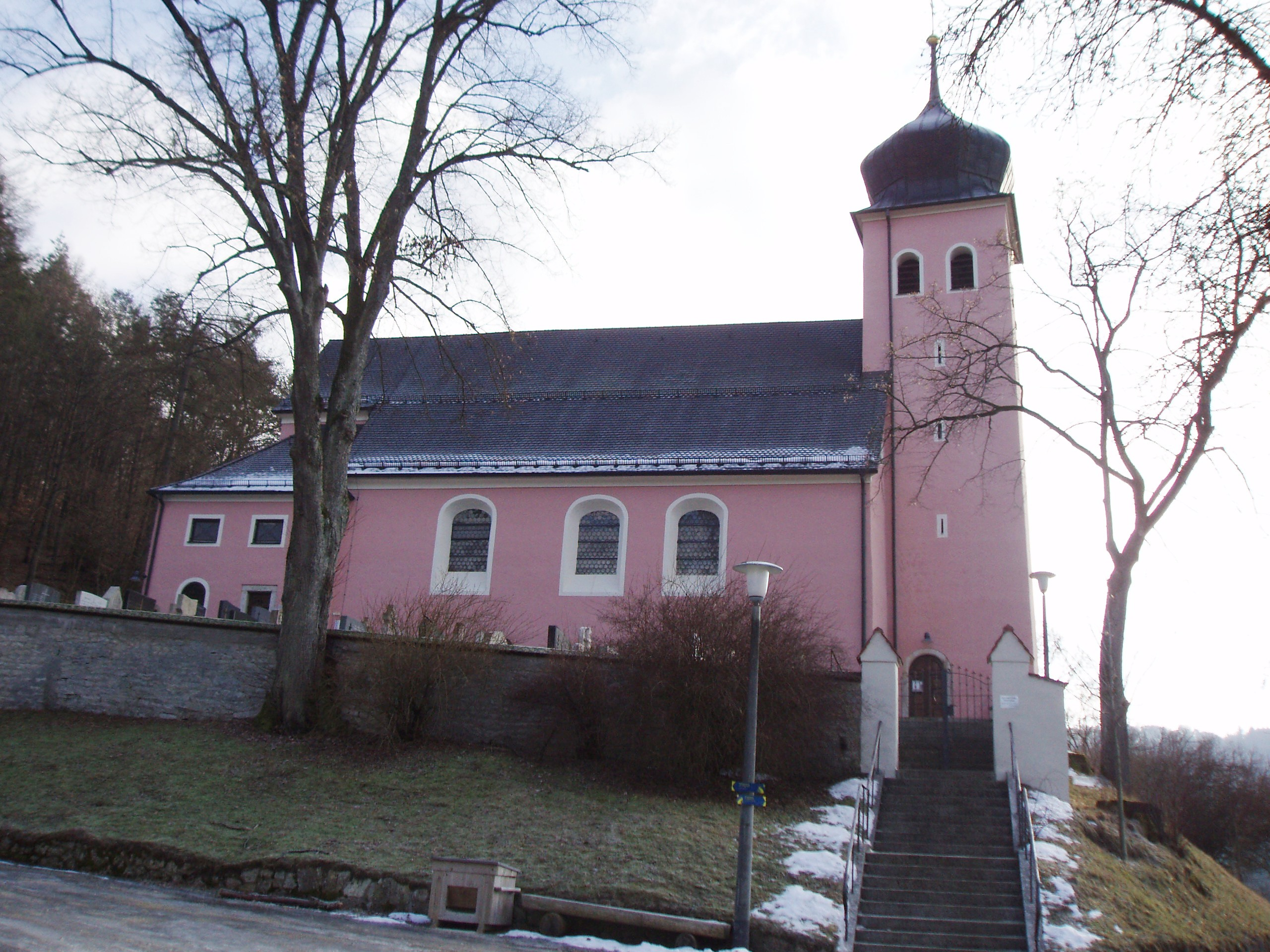
Die Kirche von Erlingshofen

## Leben
Über ihn persönlich ist nur wenig bekannt: Laut Obermässinger Pfarrbuch stiftete Johann Baptist Camesino, wie er in Eichstätter Quellen heißt, als „Gerichtsschöffe allhier und Baumeister“ eine große Glocke für die Kirche von Obermässing. Camesino war der Onkel des Graubündner Barock-Stuckateurs Alberto Camesina, der in Salzburg und Wien wirkte. Er war verheiratet und hatte drei Söhne, nämlich Johann Albert, fürstlicher Kastner zu Eichstätt, Johann Georg, Weinwirt („Zum Fürstenwirt“) und Stadtrat in Beilngries und Anton in Hilpoltstein (1716 Heirat in Wien bei seinem Vetter Alberto Camesina), sowie zwei Töchter.

## Werke
Er baute Kirchen zumeist im Hochstift Eichstätt, bei größeren Projekten nach Plänen des ebenfalls aus Monticello stammenden Eichstätter Hofbaumeisters Jakob Engel (Giacomo Angelini), bei kleineren Projekten auch nach eigenen Plänen, so in:
- Berching, Kirche St. Lorenz (1680–1685 Umbau; 1686 neues Portal)
- Berching, (neue) Stadtpfarrkirche Mariä Himmelfahrt (1684/1685 Umbau nach Engel-Plänen)
- Bettbrunn, Wallfahrtskirche St. Salvator (1683 Turmgestaltung nach Engel-Plänen)
- Buxheim, Pfarrkirche St. Michael (1685 Turmumgestaltung nach Engel-Plänen)
- Pietenfeld, Pfarrkirche St. Michael (1687–1689 Langhaus-Neubau und Turmerhöhung nach Engel-Plänen)
- Stirn, Pfarrkirche Mariä Heimsuchung (1688 Wiederherstellung nach Engel-Plänen)
- Beilngries, Pfarrkirche St. Walburga (1686 Turmreparatur; 1688 Planerstellung zum Umbau; 1693/1694 Umbau wohl unter ihm; 1913 Neubau)
- Raitenbuch, Pfarrkirche St. Blasius (1689 Maurerarbeiten am Turm nach Blitzschlag)
- Österberg, Kirche St. Stephan (1690/1691 barocke Umgestaltung: Wölbung, Westempore, Turmerhöhung)
- Oening, Pfarrkirche St. Nikolaus (1693–1695 Neubau durch Camesino unter der Leitung Engels)
- Untermässing, Pfarrkirche St. Leodegar (1694–1696 Chor- und Langhausneubau, nach eigenen oder Engel-Plänen)
- Röckenhofen, Pfarrkirche St. Ägidius (1693 Langhaus, Turm)
- Eichlberg, Pfarr- und Wallfahrtskirche zur Hl. Dreifaltigkeit (1697–1702; 1711 vom Stadtamhofer Baumeister Martin Strauß vollendet)
- Eichlberg, Umbauten diverser Gebäude (Kaplanshaus, Schul- und Mesnerhaus) (1696–1698, Bauleitung)
- Hausen, Kirche St. Peter und Paul (1689 Umbau wohl nach Engel-Plänen)
- Obermässing, Pfarrkirche Mariä Himmelfahrt (Ende 17./Anfang 18. Jahrhundert Neueinwölbung)
- Altendorf im Gailachtal, Wallfahrtskirche Maria End (1701/1702 Umbau nach Engel-Plänen)
- Landerzhofen, Kirche St. Thomas (1702 mit Gesellen 21 Tage lang Reparaturarbeiten, Verlängerung nach Westen, 1708 Sakristeineubau)
- Adelschlag, St. Andreas-Kirche (1707 Umbau nach Engel-Plänen)
- Töging, Pfarrkirche St. Bartholomäus (1707 Erhöhung des Langhauses, des Chorgewölbes und des Turmes) (1850 abgerissen und durch einen Neubau ersetzt)
- Walting, Pfarrkirche Mariä Himmelfahrt (1707/1708 bezahlter Vorschlag zur Behebung von Bauschäden)
- Allersberg, neue Pfarrkirche Mariä Himmelfahrt (1708–1710 Ausführung wohl nach eigenem Plan)
- Arberg, St.-Blasius-Kirche (1709/1710, Pläne)
- Kaldorf, Pfarrkirche St. Andreas (1709 Barockisierung)
- Kloster Plankstetten, Klosterkirche (1709/1710 Mitwirkung am Umbau unter Engel)
- Erlingshofen, Filialkirche Mariä Heimsuchung (1711 Langhaus, Westturm errichtet, Chorturm verkürzt)
- Haunstetten, Pfarrkirche St. Erhard (1711 Turmobergeschosse)
- Hilpoltstein, Pfarrkirche St. Johannes Bapt. (1714 Turmabschluss)
- Jahrsdorf, Pfarrkirche Mariä Geburt (1719 Vorschläge zum Umbau)